# Elaphropeza
Elaphropeza är ett släkte av tvåvingar. Elaphropeza ingår i familjen puckeldansflugor.

## Dottertaxa tillElaphropeza, i alfabetisk ordning[1]
- Elaphropeza acantha
- Elaphropeza adelphide
- Elaphropeza alamaculata
- Elaphropeza anae
- Elaphropeza asexa
- Elaphropeza asiophila
- Elaphropeza atrilinea
- Elaphropeza belumut
- Elaphropeza benitotani
- Elaphropeza bergonzoi
- Elaphropeza bezzii
- Elaphropeza bicolor
- Elaphropeza bihamata
- Elaphropeza bisetifera
- Elaphropeza bulohensis
- Elaphropeza callosotibia
- Elaphropeza cattiensis
- Elaphropeza chebalingensis
- Elaphropeza chekjawa
- Elaphropeza ciliatocosta
- Elaphropeza combinata
- Elaphropeza confusa
- Elaphropeza crassicercus
- Elaphropeza crockeri
- Elaphropeza darrenyeoi
- Elaphropeza demeijerei
- Elaphropeza ekphysis
- Elaphropeza equalis
- Elaphropeza feminata
- Elaphropeza flavicaput
- Elaphropeza formosae
- Elaphropeza furca
- Elaphropeza gracilis
- Elaphropeza hamifera
- Elaphropeza hirsutiterga
- Elaphropeza jinghongensis
- Elaphropeza lancangensis
- Elaphropeza lii
- Elaphropeza limosa
- Elaphropeza liui
- Elaphropeza longiconica
- Elaphropeza luanae
- Elaphropeza luteoides
- Elaphropeza maculata
- Elaphropeza malayensis
- Elaphropeza maoershanensis
- Elaphropeza meieri
- Elaphropeza melanderi
- Elaphropeza modesta
- Elaphropeza monacantha
- Elaphropeza monospina
- Elaphropeza murphyi
- Elaphropeza nankunshanensis
- Elaphropeza neesoonensis
- Elaphropeza ngi
- Elaphropeza pallidarista
- Elaphropeza pauper
- Elaphropeza plumata
- Elaphropeza pluriacantha
- Elaphropeza pollicata
- Elaphropeza ponapensis
- Elaphropeza postnigra
- Elaphropeza pseudoabbreviata
- Elaphropeza pseudodispar
- Elaphropeza pseudoephippiata
- Elaphropeza pseudomarginata
- Elaphropeza quatei
- Elaphropeza ralloi
- Elaphropeza riatanae
- Elaphropeza rubrithorax
- Elaphropeza ruiliensis
- Elaphropeza semibadia
- Elaphropeza setulosa
- Elaphropeza sime
- Elaphropeza singaporensis
- Elaphropeza singulata
- Elaphropeza sinikorensis
- Elaphropeza sivasothii
- Elaphropeza spicata
- Elaphropeza spiralis
- Elaphropeza spuria
- Elaphropeza striata
- Elaphropeza sylvicola
- Elaphropeza temasek
- Elaphropeza tiomanensis
- Elaphropeza triangulata
- Elaphropeza ubinensis
- Elaphropeza vietnamensis
- Elaphropeza xanthina
- Elaphropeza xizangensis
- Elaphropeza yangi
- Elaphropeza yeoi
- Elaphropeza yunnanensis